# Pike: Операция «Громовержец»
«Pike: Операция „Громовержец“» — компьютерная игра в жанре аркадного экшена, разработанная российской студией Snowball Interactive и изданная компанией «Дока» в 1996 году. Игра представляет собой симулятор боевого корабля на воздушной подушке с видом сверху, где игроку предстоит сражаться против мятежной группировки «Квейкеров» на водных планетах далекого будущего. Игровой процесс включает в себя выполнение различных миссий, таких как уничтожение заданных целей, защита баз и патрулирование территорий, с использованием разнообразного вооружения.
Разработка Pike началась в 1994 году командой из трех программистов, которые позже основали студию Snowball Interactive. После создания прототипа и показа бета-версии на выставке Аниграф 1996 года, игра была издана компанией «Дока», но без предоставления разработчикам отчетов о продажах. Позже права на игру перешли к компании «1С», что стало началом длительного сотрудничества между издателем и студией.
Игра получила в целом положительные отзывы от российской игровой прессы, с похвалой за качество исполнения, музыкальное сопровождение и игровой процесс. Однако некоторые критики отмечали слабую графику и сложность прицеливания по быстро движущимся целям. Несмотря на это, Pike была признана одним из первых качественных отечественных проектов в своем жанре.

## Игровой процесс

Скриншот игрового процесса игры «Pike: Операция „Громовержец“». Показан игровой интерфейс миссии. В центре экрана изображен вид сверху на игровой мир, по которому летает вертолет или ховеркрафт игрока. На экране представлено множество информационных элементов.

Pike — симулятор боевого корабля на воздушной подушке. В игре представлен вид сверху, где игрок управляет боевым кораблем на воздушной подушке «Пайк» или вертолетом «Хайнд». Действие разворачивается в будущем, когда объединенное человечество колонизирует другие планеты, но вынуждено вести войну против мятежной группировки «Квейкеров» на водных планетах. Вооружение «Пайка» состоит из пулеметов, огнеметов, плазменных пушек, нескольких моделей ракет и гранатомета. Цель — выполнять различные миссии, такие как уничтожение заданных целей, защита или уничтожение баз, патрулирование территорий, эвакуация агентов. Игра состоит из двух кампаний, разделенных на дни, которые в свою очередь содержат по несколько миссий. Помимо стандартных миссий на уничтожение, присутствуют и более сложные задания, например, сопровождение транспортных судов с десантом или поиск разведданных. Некоторые миссии ограничены по времени. Один день обычно содержит четыре обычных миссии и одну секретную. Для перехода к следующему дню достаточно выполнить большинство заданий текущего дня. Главная задача — уничтожать вражеские объекты: пехоту с автоматами и ракетницами, а также вражеские вертолеты. Игра поддерживает как однопользовательский режим, так и многопользовательский режим с игрой по локальной сети против других игроков.

## Разработка
В 1994 году три программиста — Сергей Климов, Виталий Климов и Алексей Здоров, работавшие совместно в компании Doctor Stein’s Laboratories, — позднее переименовавшуюся в Snowball Studios — решили попробовать себя в разработке игр. Сначала они задумали стратегию The Art of Battle, но отложили ее в сторону. Затем команда начала делать аркаду с видом сверху, похожую на Raptor: Call of the Shadows. Они создали прототип, где можно было летать, крутить камеру и стрелять по врагам. Для рисования графики привлекли художника Александра Ванина, а позже — Евгения Маринина для трехмерного рендеринга. Бета-версия игры показывалась на выставке Аниграф 1996 года, участвовала в конкурсе незавершенных игр и была отмечена жюри.
После разработки прототипа команда нашла издателя — компанию «Дока». Игра вышла в 1996 году под названием «Pike: Операция „Громовержец“», но издатель не предоставил разработчикам никаких отчетов об авторских отчислениях, из-за чего реальный тираж остался неизвестным. Позже права на игру перекупила компания «1С», и Snowball Studios вынуждены были бесплатно готовить для нового издателя новый билд. Это стало началом длительного сотрудничества Snowball и «1С», которое привело к разработке игры «Всеслав Чародей». Также проводились поиски издателя игры на Западе, но безуспешно. К весне 1997 года планировалось выпустить продолжение под названием «Pike: Операция „Гьеди Прайм“».

## Критика
| Русскоязычные издания | Русскоязычные издания |
| Издание               | Оценка                |
| --------------------- | --------------------- |
| «Страна игр»          | 4+ из 5               |
| «Магазин игрушек»     | 75 %                  |
| Old-Games.RU          | 3,5 из 5              |

Сергей Лянге из «Страны игр» положительно оценил игру, отметив добротность исполнения, приятные заставки, качественное музыкальное сопровождение. Он считает неуместным сравнение игры с другими популярными проектами разных жанров. По его мнению, Pike — достаточно качественная двухмерная стрелялка со своими особенностями. Сергей пишет, что игра кажется простой лишь на первый взгляд, а на высокой сложности потребует хорошей реакции. Обозреватель Old-Games.RU считает, что, несмотря на графику, которая может показаться слабой даже для года выхода, игра заслуживает внимания как один из первых качественных отечественных проектов. В обзоре «Магазина игрушек» отмечается, что Pike представляет собой симулятор нетрадиционного боевого корабля на воздушной подушке. Обозреватель считает, что воевать в игре трудно из-за необходимости тщательно целиться по быстро движущимся целям и отсутствия оружия для стрельбы очередями. При этом по мнению критика игра оправдывает затраченное на нее время.